# Добропольская (шахта)
Ша́хта «Добропо́льская» (ГОАО Шахта «Добропольская»). Входит в ГХК «Добропольеуголь». Расположена в г. Доброполье, Донецкая область.

## История
Запущена в 1941 году.

## Характеристики
- фактическая добыча 2637/3508 т/сутки (1990—1999).
- Производственная мощность в 2003 году — 1 млн тонн, фактическая добыча — 1,337 млн тонн.
- Максимальная глубина 619/558 м (1994—1999).
- Протяжённость подземных выработок — 75,6/54,7 км (1990—1999). В 1999 году разрабатывались пласты m51в, m4 мощностью 0,92—1,80 м, углы падения 10—11о.
- Количество очистительных забоев — 4 (1999), подготовительных — 7 (1999). Оборудование: комплексы КД, проходческие комбайны.
- Количество работающих: 2998/2855 человек, в том числе подземных 1958/2071 человек (1900—1999).

## Адрес
85032, ул. Киевская, г. Доброполье, Донецкая область, Украина.